# ميكيلي فرانكو
ميكيلي فرانكو (بالإيطالية: Michele Franco)‏ (20 فبراير 1985 بألتامورا في إيطاليا - ) هو لاعب كرة قدم إيطالي في مركز الدفاع. لعب مع نادي بادوفا ونادي باري ونادي بيروجيا ونادي ساليرنيتانا ونادي فاريسي ونادي كريمونيسي ونادي كومو وManfredonia Calcio ‏ وAS Melfi ‏.

## وصلات خارجية
- ميكيلي فرانكو على موقع قاعدة بيانات كرة القدم.إي يو (الإنجليزية)
- ميكيلي فرانكو على موقع Soccerway.com (الإنجليزية)
- ميكيلي فرانكو على موقع عالم كرة القدم.نت (الإنجليزية)